# دوري كرة القدم السلوفيني الدرجة الثالثة 2007–08
دوري كرة القدم السلوفيني الدرجة الثالثة 2007–08 هو موسم من دوري كرة القدم السلوفيني الدرجة الثالثة ‏. فاز فيه NK Šentjur ‏.